# IEEE 802.18
El estándar IEEE 802.18 está siendo desarrollado por el "RR-TAG" (Radio Regulatory Technical Advisory Group, del inglés grupo asesor técnico de regulación de radio). Este grupo de trabajo tiene asignados 6 proyectos sobre estándares para sistemas basados en radio:
- IEEE 802.11 (Red inalámbrica de área local- WLAN)
- IEEE 802.15 (Red inalámbrica de área personal - WPAN)
- IEEE 802.16 (Red inalámbrica de área metropolitana- WMAN)
- IEEE 802.20 (Movilidad sin cables)
- IEEE 802.21 (Rechazo/interoperatibilidad entre redes)
- IEEE 802.22 (Red inalámbrica de área regional - WRAN).

El RR-TAG supervisa alrededor de 6 proyectos, a niveles tanto nacionales como internacionales, y también hacen comentarios y recomiendan políticas a los reguladores, para así equilibrar los intereses de todos los proyectos inalámbricos.